# John Cooper Forster
Pour les articles homonymes, voir Forster.
John Cooper Forster est un médecin britannique, né le 13 novembre 1823 à Lambeth et mort le 2 mars 1886 à Londres.
Il fait ses études au King’s College puis au Guy's Hospital. Il obtient son Bachelor of Medicine en 1847 à Londres. Il est chirurgien au Guy's Hospital de 1870 à 1880 avant de démissionner pour protester contre la gestion de l’hôpital.
Il est l’auteur de The Surgical Diseases of Children (1860) et de nombreux autres articles. Il est le premier à réaliser une gastrostomie en Grande-Bretagne.